# Vaulx-Vraucourt
Vaulx-Vraucourt är en kommun i departementet Pas-de-Calais i regionen Hauts-de-France i norra Frankrike. Kommunen ligger i kantonen Croisilles som tillhör arrondissementet Arras. År 2022 hade Vaulx-Vraucourt 1 096 invånare.

## Befolkningsutveckling
Antalet invånare i kommunen Vaulx-Vraucourt
| Referens: INSEE |